# Guksu (métro de Séoul)
Guksu (hangeul : 신원 ; hanja : 新院) est une station de passage de la ligne Gyeongui-Jungang du métro de Séoul. Elle est située au 45 Guksuyeok-gil, Yangseo-myeon, dans le district de Yangpyeong, sur le territoire de la province Gyeonggi, à l'est de Séoul en Corée du Sud.

## Situation sur le réseau

Plan du réseau du métro de Séoul (2023)

Établie en aérien, Guksu, est une station de passage de la ligne Gyeongui-Jungang du métro de Séoul : elle est située entre la station Sinwon, en direction du terminus ouest Munsan, et la station Asin, en direction du terminus est Jipyeong.